# Sant Pol de Mar
Sant Pol de Mar là một đô thị ở ’’comarca’’ Maresme thuộc Catalonia, Tây Ban Nha. Đô thị này nằm giữaCanet de Mar và Calella. Tuyến quốc lộ N-11 và đường sắt RENFE nối Sant Pol de Mar với bờ biển còn tuyến đường bộ nối đô thị này với Arenys de Munt.

## Thông tin nhân khẩu
| 1900 | 1930 | 1950 | 1970 | 1986 | 2007 |
| ---- | ---- | ---- | ---- | ---- | ---- |
| 1249 | 1658 | 1723 | 2041 | 2401 | 4904 |